# 태양광 버스

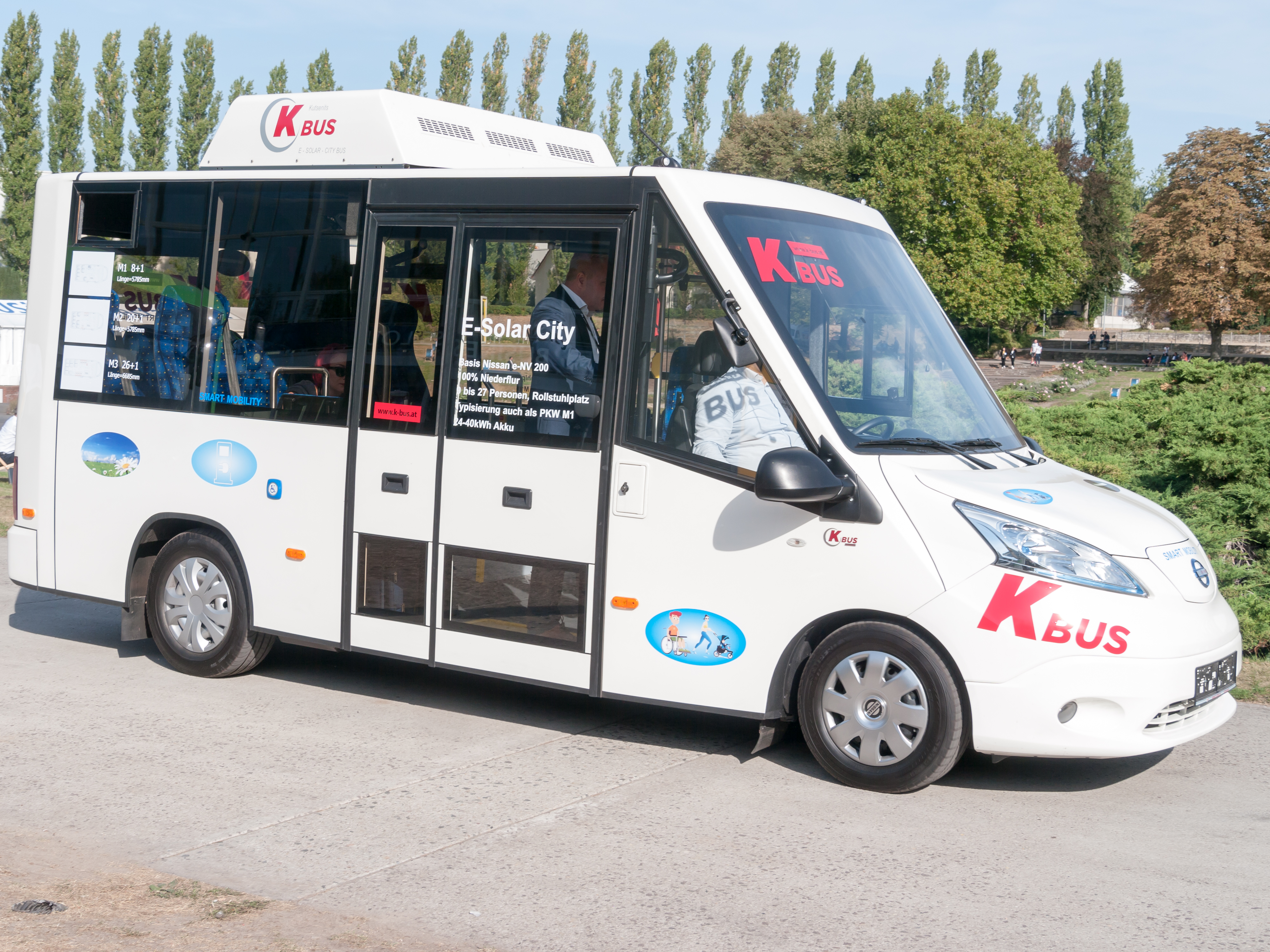
독일 베를린의 태양광 미니버스

태양광 버스(영어: Solar bus) 또는 태양광 충전 버스(영어: solar-charged bus)는 태양 에너지만으로 또는 주로 태양 에너지로 구동되는 버스이다. 태양광 버스 서비스는 태양광 버스 서비스라고 한다. "태양광 버스"라는 용어는 일반적으로 태양 에너지가 버스의 전기 장비에 전력을 공급하는 것뿐만 아니라 차량의 추진력에도 사용된다는 것을 의미한다.
기존의 태양광 버스는 배터리식 전기버스 또는 (하이브리드 태양광 버스의 경우) 태양광(또는 기타) 전원으로부터 재충전되는 전기차 배터리를 장착한 하이브리드 버스이다. 태양광 버스 서비스의 시작은 종종 광전지가 있는 대규모 고정형 태양 전지판 설치에 대한 투자와 함께 진행된다. 마찬가지로 다른 태양광 자동차와 마찬가지로 많은 태양광 버스에는 차량 지붕에 태양 전지판에 태양 전지가 포함되어 있어 태양의 에너지를 모터에 사용될 전기 에너지로 직접 변환한다.
대중교통을 목적으로 태양광 버스 및 기타 녹색차량을 도입하는 것은 지속 가능한 교통 계획의 일부를 형성한다.

## 개요

### 태양광 전용 및 태양광 전기 버스 서비스
태양광 전용 전기 버스와 전기 태양광 버스 간의 구분은 유동적이며, 버스가 태양광 또는 기타 전원에서 재충전되는지 여부에 따라 달라진다.
태양광 전용 버스 서비스는 일반적으로 버스 터미널의 캐노피가 덮인 태양 전지판에서 태양 에너지로 버스를 재충전하는 것을 포함한다. 이 개념은 차량이 주차하는 동안 재충전할 수 있는 자동차 및 자전거용 태양광 주차장과 유사하다. 재충전의 필요성은 버스의 운행 시간과 정지 시간에 제약을 가한다. 태양광 버스 서비스의 구현은 특정 버스 서비스의 전반적인 요구 사항 최적화에 도움이 된다.
전기 태양광 버스는 발전소에서 송전된 전력으로 추가적으로 구동되며, 하이브리드 태양광 버스는 하이브리드 엔진을 장착할 수 있다.

### 시판 중인 셔틀버스
태양 전지판으로 덮인 지붕을 갖춘 야외 저속 전기 셔틀 관광 버스는 시리즈로 생산되어 시판되고 있다. 제조업체에 따르면 태양 전지판은 에너지를 절약하고 배터리 수명을 연장한다.

## 사용 국가

### 오스트레일리아
틴도 태양광 배터리 충전 버스("틴도", 카우르나어로 태양)는 애들레이드에서 운행되는 실험용 배터리식 전기자동차이다. 2007년부터 운행되어 세계 최초의 태양광 버스이다. 100% 태양광을 사용하며, 회생 제동 시스템과 에어컨을 갖추고 최대 40명을 태울 수 있으며, 그중 25명은 좌석이다. 버스 자체에는 태양 전지판이 없다. 애들레이드 중앙 버스 터미널의 태양광 발전 시스템으로부터 전력을 공급받는다. 세계 최초로 태양광만으로 구동되는 버스 서비스로 불리는 이 버스 서비스는 애들레이드 시의 지속 가능한 교통 의제의 일환으로 애들레이드 시와 노스 애들레이드를 연결한다. 틴도는 무료 대중교통으로 제공되는 98A 및 98C 버스 서비스(최근까지 애들레이드 커넥터로 알려짐)의 일부이다.

### 중화인민공화국
중국 정부의 친환경 운송 부문 프로그램의 일환으로, 2012년 7월 치치하얼시에서 중국 최초의 태양광 하이브리드 버스가 운행을 시작했다. 이 버스는 버스 지붕에 설치된 태양 전지판에서 전력을 공급받는 리튬 이온 전지로 구동된다. 각 버스는 킬로미터당 0.6~0.7 킬로와트시의 전력을 소비하며 최대 100명을 수송할 수 있고, 태양 전지판 사용으로 배터리 수명이 35% 연장된다고 주장한다.

### 유럽
오스트리아 최초의 태양광 버스는 페르히톨츠도르프 마을에서 운행을 시작했다. 이 버스의 구동계, 운영 전략, 설계 명세서는 계획된 정기 노선에 맞춰 특별히 최적화되었다. 2011년 가을부터 시범 운행 중이다.
트라이브리드 버스는 웨일스의 글러모건 대학교가 개발한 하이브리드 전기버스로, 대학의 여러 캠퍼스 간 학생 수송에 사용된다. 이 버스는 수소 연료 또는 태양 전지, 배터리, 울트라커패시터로 구동된다.

### 인도
2020년 3월, 인도 공과대학교 체탄 싱 솔랑키 교수가 주도하는 전인도기술교육협의회(AICTE)의 프로그램인 '지속 가능성의 본질, 에너지 스와라지'가 시작되었다. 이 단체는 체탄 싱 솔랑키가 만든 태양광 버스를 타고 25개 도시를 여행하며 태양 에너지 사용의 이점과 실용성을 홍보했다. 이 버스는 3.2 kW 태양 전지판과 6 킬로와트시의 배터리 저장 용량을 갖추고 있었다.

### 영국
영국 최초의 태양광 버스는 2017년 4월 브라이턴에서 출시되었다. 수백 명의 지역 주민들이 6주간의 노력을 기울인 결과, 더 빅 레몬과 브라이턴 에너지 협동조합의 공동 태양광 버스 프로젝트는 M&S 커뮤니티 에너지 기금으로부터 더 빅 레몬의 버스 차고 지붕에 태양 전지판을 설치하여 새로운 전기 버스에 깨끗하고 친환경적인 재생 가능 에너지를 공급할 자금을 확보했다. 이 버스는 태양광 지붕 파트너 중 하나인 바이퍼 IT 솔루션에 의해 "옴 샨티"로 명명되었다.
120개의 태양 전지판은 연간 30,000kWh의 전기를 생산할 것이며, 이는 180만 개의 끓는 주전자에 해당하는 양이다. 배출가스가 없는 태양광 버스는 브라이턴 앤 호브의 가장 오염된 지역 일부에서 유해 가스를 줄이고, 우딩딘과 브라이턴 간 52번 노선에 RE100 전력을 공급할 것이다.
태양광 버스 프로젝트는 199개의 다른 신청서 중 하나였으며, 125개가 최종 후보로 선정되었다. 이들은 9월과 10월 동안 6주간 대중 투표에 부쳐졌으며, 투표 과정에는 크라우드펀딩 플랫폼을 통해 프로젝트에 기부할 수 있는 옵션도 포함되었다.
태양광 버스 프로젝트는 19개 지역 수상작 중 하나였으며, 1549표, 170개 서약, 크라우드펀딩을 통해 총 £13,325를 모금했다. 이는 전국적으로 모금된 총액인 £28,798의 거의 절반에 해당한다. 이 프로젝트는 M&S 에너지로부터 £12,500의 자금을 지원받을 것이며, 이는 £13,325의 크라우드펀딩 기부금과 함께 버스 차고 지붕에 태양광 배열을 설치하는 데 사용될 것이다.

### 우간다
카욜라 태양광 버스는 35인승 전기 태양광 버스로, 배기관 배출가스가 전혀 없고, 주행 거리가 80km이며, 지붕에 장착된 태양광 패널을 통해 실시간 충전으로 잠재적인 주행 거리 연장이 가능하다. 카욜라 태양광 버스 컨셉의 개발은 우간다의 지속 가능한 차량 제조 산업을 제도화하기 위한 핵심 요소인 차량 기술 혁신을 위한 현지 역량의 점진적 개발을 주도하려는 키라 모터스 프로젝트의 의지를 보여준다.

### 미국

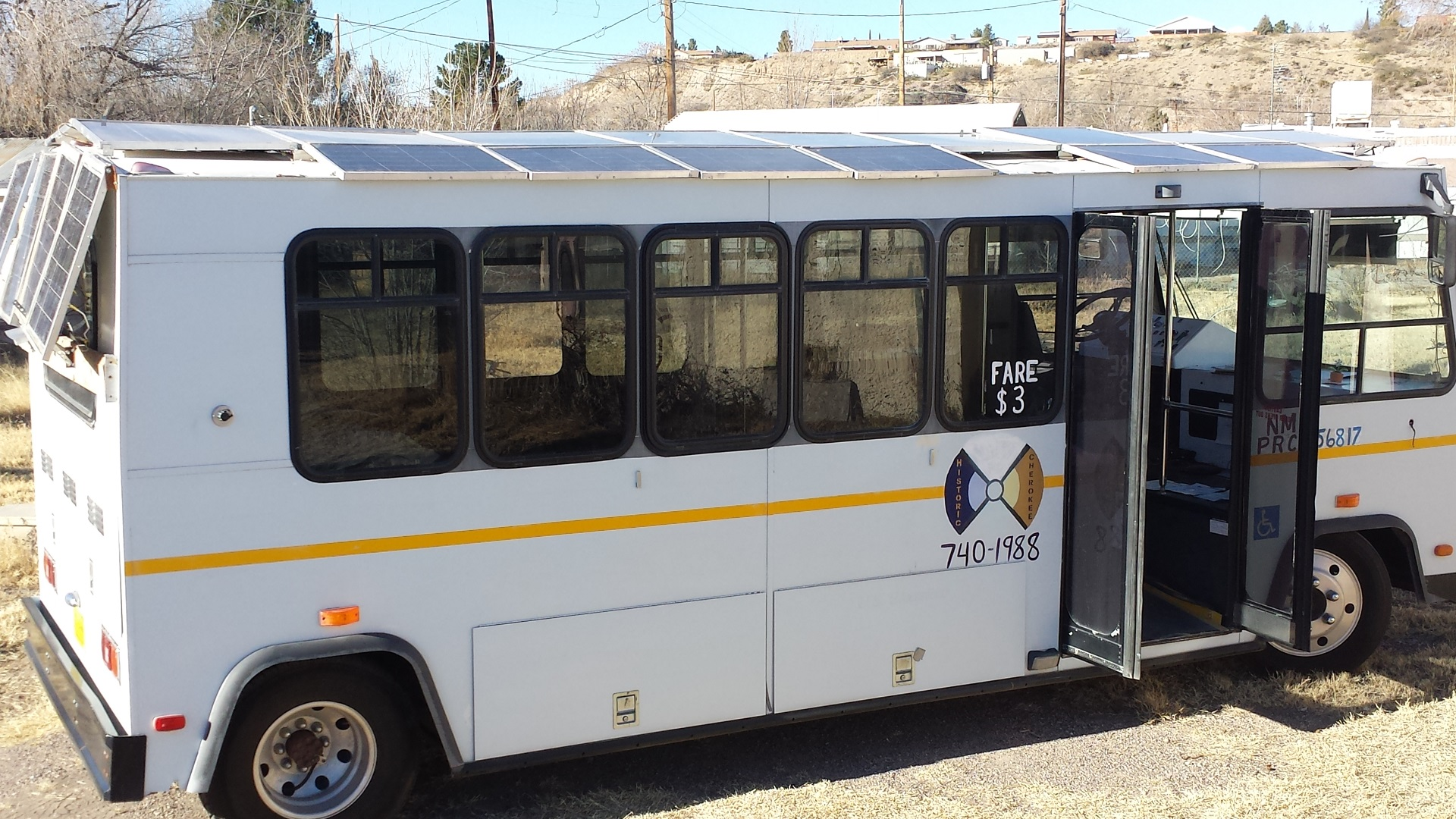
2015년 솔라 버즈

솔라 버즈는 1994년에 제작된 14인승 미국 전기 버스로, 2011년 트루스오어컨시퀀시스 (뉴멕시코주)에서 세계 최초의 진정한 태양광 버스로 재활용되었다. 버즈는 지붕에 2kW의 자체 제작 태양 전지판, 40개의 골프 카트 배터리, 2개의 전기 모터가 있으며 배기관은 없다. 1마일을 가는 데 필요한 전력은 커피 한 잔을 만드는 데 필요한 전력과 동일하며, 약 700Wh이다. 솔라 버즈는 2015년 주 공공 규제 위원회(#56817)의 승인을 받은 시내 버스이며, Hot Springs Transit, LLC에서 운영하는 유료(US$3) 상업용 주간 전용 셔틀 서비스이다. Hot Springs Transit은 트루스오어컨시퀀시스 인구 6100명에게 대중교통 서비스를 제공한다.

## 기타 친환경 버스 교통수단

### 태양광 이외의 동력원
태양광 패널은 심지어 태양광 동력이 아닌 엔진을 사용하는 버스에서도 난방 및 에어컨과 같은 버스의 전자 장치에 전력을 공급하는 데 사용된다. 이러한 버스는 미국의 여러 주에서 공회전 방지 규정을 충족한다고 광고된다.
기존 차량에 광전지 패널을 개조하여 추가 전력을 원래 배터리에 공급하는 것은 CO2 배출 완화 및 대기 오염 감소에 기여할 잠재력이 있는 것으로 나타났다. 그러나 이렇게 개조된 버스는 추진에 태양 에너지를 사용하지 않으므로 엄밀한 의미에서 태양광 버스가 아니다. 대중교통에서 버스를 사용하는 것은 문을 자주 열고 닫는 정류장을 의미하며, 이는 배터리 에너지가 사용되는 방식에 영향을 미친다.

### 재생 가능 에너지 동력
원칙적으로 트롤리버스 또는 기타 비자율 전기 버스 또는 연료 전지 버스나 듀얼 모드 버스와 같은 대체 동력 버스도 버스 추진에 사용되는 모든 또는 대부분의 에너지가 태양 에너지라는 조건하에 태양광 버스 서비스에 사용될 수 있다. 그러나 실제로는 이러한 시스템도 최소한 풍력 발전과 같은 다른 재생 가능 에너지원과 같은 다른 에너지원을 사용한다. 예를 들어, 독일 함부르크시는 2011년 유럽 녹색 수도상을 수상했는데, 그중 하나는 세계 최대의 수소 동력 버스 함대라고 주장하는 연료 전지 버스 서비스이며, 태양광 및 풍력 발전으로 생성된 수소를 사용할 예정이다.

## 같이 보기
- 태양광 충전 차량
- 하이브리드 전기버스
- 플러그인 하이브리드
- 버스 목록